# Тортаев, Ильяс Алимович
Илья́с Али́мович Торта́ев (каз. Ильяс Алимулы Тортаев; род. 19 сентября 1953, с. Новый путь, Джамбульская область) — аким Тараза (2005—2009).

## Биография
Происходит из рода Шымыр племени дулат.
С 1974 года, окончив Джамбулский гидромелиоративно-строительный институт по специальности «инженер-строитель», преподавал на кафедре архитектуры того же института. С 1976 года — старший мастер мехколонны «Средазстроймеханизация»; в 1978—1995 годы работал в ДСУ № 85 АО «Жамбылдорстрой» (инженер ППО, мастер, прораб, главный инженер).
В 1995—1996 годы — заместитель акима города Шу; затем — начальник ДПСУ № 12 (1996), президент АО «Жамбылдорстрой» (1996—2005); за этот период трест стал крупным рентабельным предприятием области, выделял средства на развитие социальной сферы. В 1998 году окончил Высшую школу права «Әділет», юрист.
В 2005—2009 годы — аким города Тараз, затем — аким Кордайского района (декабрь 2009 — январь 2012), аким Шуского района Жамбылской области (январь 2012 — июнь 2013). В последующем — начальник управления по земельным отношениям акимата Жамбылской области.
Член Народно-демократической партии «Нур Отан».

### Семья
Женат, четверо детей.

## Награды
- Орден «Курмет» (2002);
- Почётный дорожник Республики Казахстан (2002);
- Почётный строитель Республики Казахстан (2004);
- Медали: «10 лет Астане» (2008), «20 лет независимости Республики Казахстан» (2011);
- Нагрудный знак «Почётный деятель образования» (2009);
- Почётный гражданин Мойынкумского, Шуйского, Кордайского районов, города Тараз;
- Почётный профессор ТарГУ[2].